# حسین پاپی
حسین پاپی (متولد ۸ اسفند ۱۳۶۳) بازیکن سابق فوتبال اهل ایران است‌.
برادر کوچکتر وی محمد پاپی است که در باشگاه فوتبال چادرملو اردکان بازی می‌کند.‌ پاپی فوتبال خود را از جوانان سپاهان اصفهان شروع کرد، او از سال ۱۳۷۹ که در ۱۶ سالگی به جوانان سپاهان پیوست، و تنها فصل (۸۵–۱۳۸۴) را برای کسب تجربهٔ بیشتر و امکان بازی کردن در سپاهان نوین گذراند. او با حضور در ترکیب تیم بزرگسالان سپاهان رفته‌رفته به یکی از مهره‌های کلیدی این تیم تبدیل شد و سابقه ی کاپیتانی در این تیم را دارد.

## ازدواج
خبر ازدواج حسین پاپی کاپیتان تیم فوتبال مردان فولاد مبارکه سپاهان اصفهان و الهام فرهمند کاپیتان تیم فوتبال بانوان سپاهان در روز جمعه ۱۷ اسفند ۱۳۹۷ به‌طور رسمی منتشر شد.

## افتخارات
- لیگ برتر
- قهرمانی در لیگ برتر فوتبال ایران ۹۰–۱۳۸۹ به همراه تیم سپاهان اصفهان
- قهرمانی در لیگ برتر فوتبال ایران ۸۹–۱۳۸۸ به همراه تیم سپاهان اصفهان
- قهرمانی در لیگ برتر فوتبال ایران ۹۱–۱۳۹۰ به همراه تیم سپاهان اصفهان
- قهرمانی درلیگ برتر فوتبال ایران ۱۳۹۳-۹۴ به همراه تیم سپاهان
- نایب قهرمانی در لیگ برتر فوتبال ایران ۸۷–۱۳۸۶ به همراه تیم سپاهان اصفهان
- جام حذفی
- قهرمانی در جام حذفی ۸۶–۱۳۸۵ به همراه تیم سپاهان اصفهان
- قهرمانی در جام حذفی ۹۲–۱۳۹۱ به همراه تیم سپاهان اصفهان
- لیگ قهرمانان آسیا
- نایب قهرمانی در لیگ قهرمانان آسیا ۲۰۰۷ به همراه تیم سپاهان اصفهان